# Église Saint-Jean de Caen
Pour les articles homonymes, voir Église Saint-Jean.
L'église Saint-Jean de Caen est l'église paroissiale du quartier Saint-Jean à Caen.
Ce monument fait l’objet d’un classement au titre des monuments historiques par la liste de 1840.

## Histoire
Le premier lieu de culte, dédié à l'apôtre Jean, aurait été fondé au VIIe siècle sur une voie romaine traversant les marais de la basse vallée de l'Orne ; cet axe reliant Augustodurum (Bayeux) à Noviomagus Lexoviorum (Lisieux) est devenu par la suite la rue Exmoisine, actuelle rue Saint-Jean. En 1954-1956, des sarcophages monolithes en pierre de Caen ont été découverts lors de travaux dans l'église. Ils témoignent de l'existence probable d'une petite nécropole le long de la voie romaine et d'un oratoire fondé à proximité. De ce sanctuaire pré-roman, il n'existe plus rien.
L'église est mentionnée pour la première fois en 1059 dans la charte de fondation de l'abbaye Saint-Martin de Troarn. À partir de cette date, on la retrouve dans les textes sous différents noms : 
- Saint-Jean-des-Champs,
- Saint-Jean-de-l'Isle,
- Saint-Jean-le-Hiémois.

En 1153, Philippe de Harcourt, évêque de Bayeux, érige l'église en prébende de la cathédrale Notre-Dame de Bayeux. Cette fondation est confirmée par deux bulles pontificales d'Eugène III. Comme pour l'édifice qu'elle a remplacé, il existe peu de traces de l'église romane. Une base ancienne arasée découverte lors de travaux de consolidation de la base de la tour centrale pendant la Reconstruction à un mètre à l'ouest de la pile sud-est actuelle en serait peut-être l'ultime témoignage.
Très endommagée pendant la guerre de Cent Ans surtout pendant le siège de 1417, l'église est reconstruite au XVe siècle (portail, tour-porche et nef) et XVIe siècle (abside et chœur).
Jusqu'à la fin du XVIIIe siècle, l'église était encore entourée par son cimetière. L'édit de 1783 ordonne le transfert des cimetières caennais hors-les-murs ; le nouveau cimetière Saint-Jean est aménagé dans une carrière remblayée de Vaucelles. Le terrain laissé libre est alors érigé de bâtiments qui enserrent l'église.
Pendant la Révolution française, l'église sert de salpêtrière, puis elle est rendue au culte catholique en 1802.
Dans les années 1840, le portail principal est reconstruit. Les deux petites portes de style gothique flamboyant sont remplacées par un grand arc en ogive.
Pendant la bataille de Caen en 1944, l'église est sérieusement endommagée, mais s'élève toujours au milieu des ruines. Pendant la Reconstruction, elle est restaurée. Le plan de Marc Brillaud de Laujardière met en valeur l’église qui est ainsi dégagée des bâtiments qui l'environnaient avant guerre.
Saint-Jean est aujourd'hui l'une des églises de la paroisse de la Sainte-Trinité de Caen.

## Architecture
Cette église est la tour de Pise de Caen ; il est en effet difficile de ne pas voir son air penché. La tour-porche s'incline en effet au nord-ouest (2,28 m en 1700) car l'église a été construite sur un sol marécageux au sein de l'île Saint-Jean. C'est d'ailleurs la raison pour laquelle elle n'est pas terminée. De gros travaux de fondation sont effectués après la Seconde Guerre mondiale ; des pieux de béton de 15 à 18 mètres sont plantés sous l'église pour la stabiliser. Toutefois, à la suite du constat de l'aggravation de fissures sur le pourtour des deux piliers est qui supportent le porche de l'entrée principale, la commune a pris un arrêté le 20 septembre 2012 ordonnant la fermeture de l’église. Des travaux de consolidation et d'étaiement du portail sont entrepris avec réalisation de 52 pieux de fondations de 21 m de profondeur pour atteindre le sol dur. L'église est de nouveau accessible au public le 7 juin 2013.

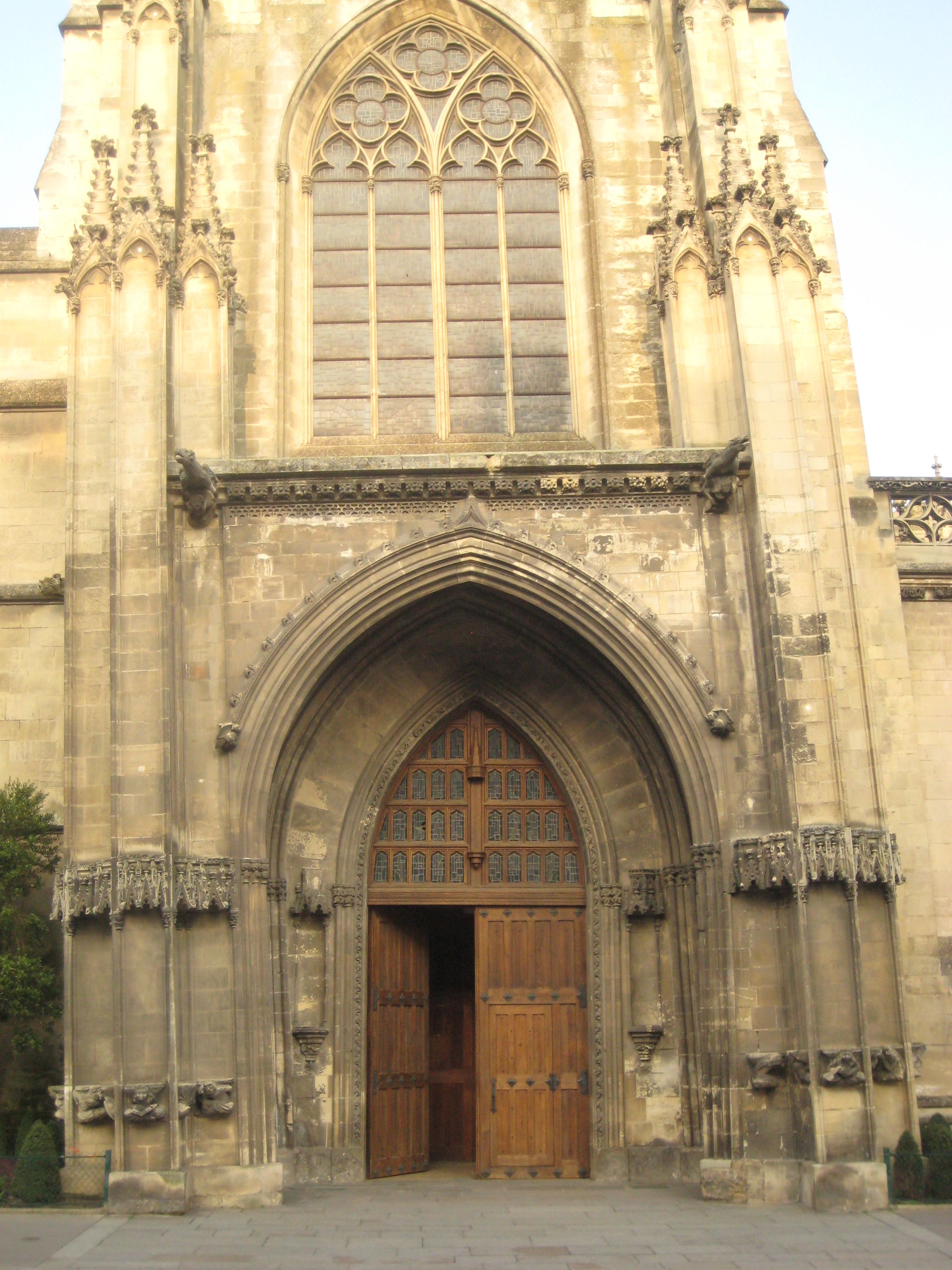
Porche en 2011
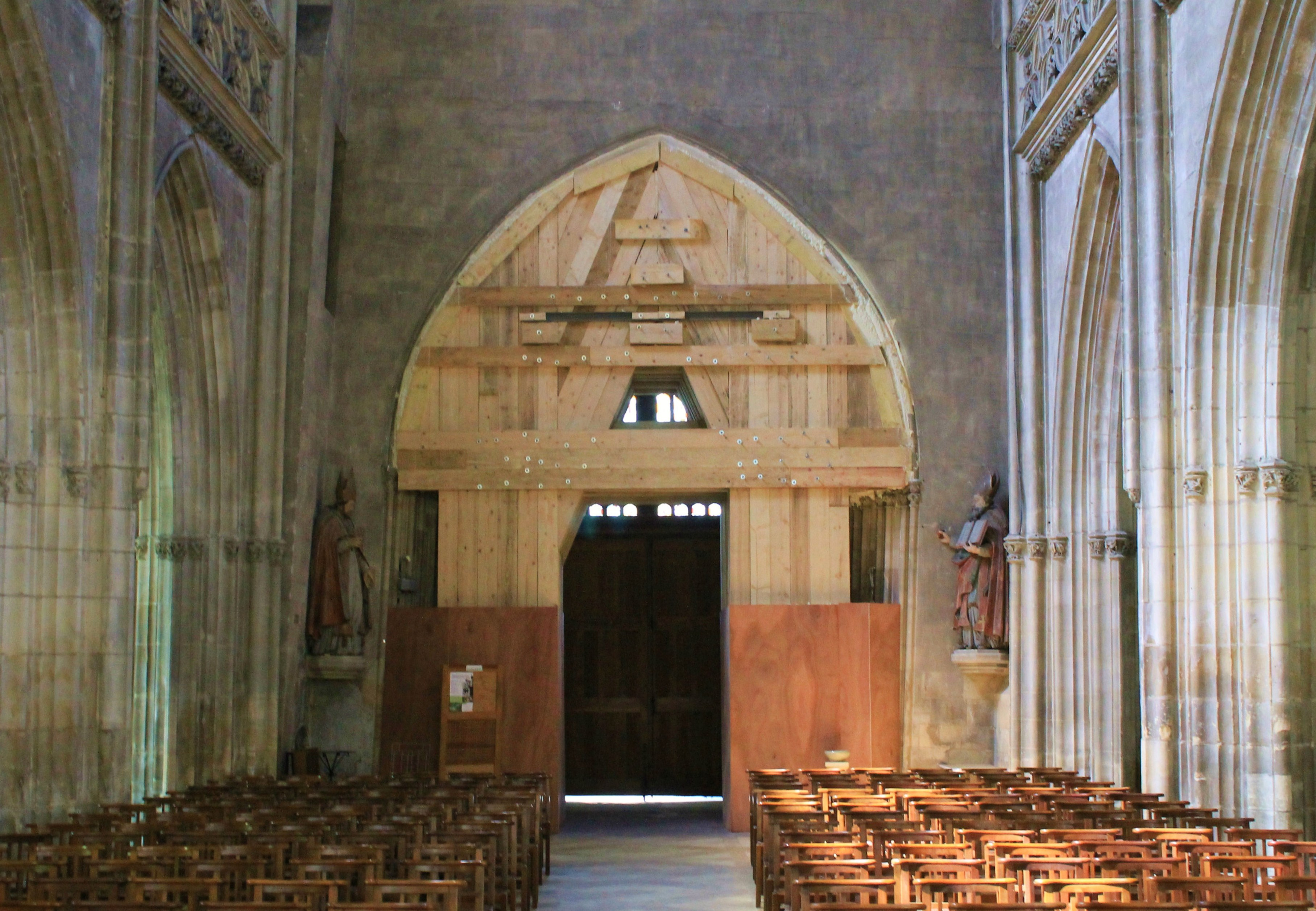
Étaiement de la tour-porche en 2013

### Extérieur
L'élévation de la tour-porche, haute de 46 mètres, est assez proche de celle de l'église Saint-Pierre. La base, construite au XIVe siècle, est composée de murs aveugles scandés par une série d'arcatures en tiers-point. L'accès à l'église se fait depuis la rue Saint-Jean par un petit porche en saillie sur la façade ; au-dessus la façade est percée par une grande baie en ogive. Chaque façade de la partie supérieure, édifiée au XVe siècle, est composée de deux arcades en ogive, hautes et étroites, flanquées de deux arcatures sur mur aveugle ; ces baies sont ouvertes pour permettre à la sonnerie des cloches de mieux se diffuser. Au sommet de la tour, des niches abritent des statues des Douze Apôtres. La tour est coiffée par un simple toit en ardoise de faible hauteur entouré d'une balustrade en pierre ; il semble que l'église aurait dû être coiffée d'une flèche comme à Saint-Pierre, mais l'instabilité de l'ouvrage en a empêché la construction. Une autre caractéristique différencie la tour de Saint-Jean de la tour de l'église Saint-Pierre : elle se trouve dans l'axe de la nef et non pas sur le côté.
Une tour-lanterne a été élevée au XVIe siècle au-dessus du transept. À partir d'une base carrée, une tour octogonale devait être érigée, mais les travaux ont dû cesser du fait de l'instabilité du terrain. Les arcades n'ont donc jamais été terminées et le niveau inférieur de la tour a été couvert par un simple toit en ardoise. Chaque angle est ponctué par un pinacle de style Renaissance.

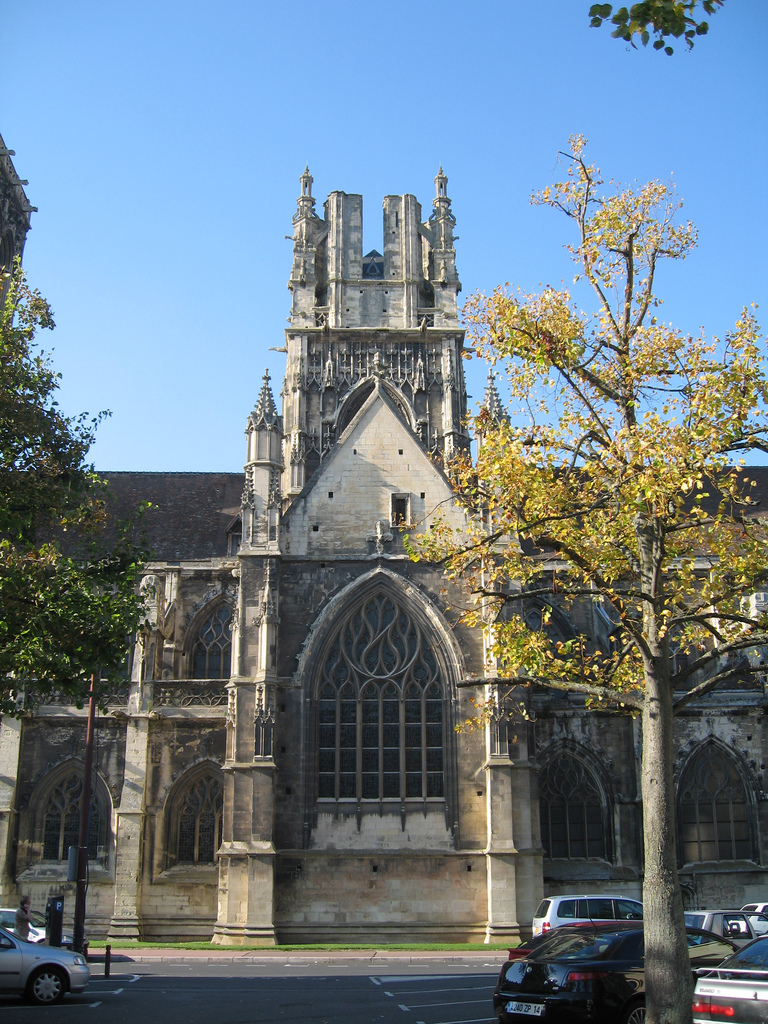
Tour-lanterne inachevée
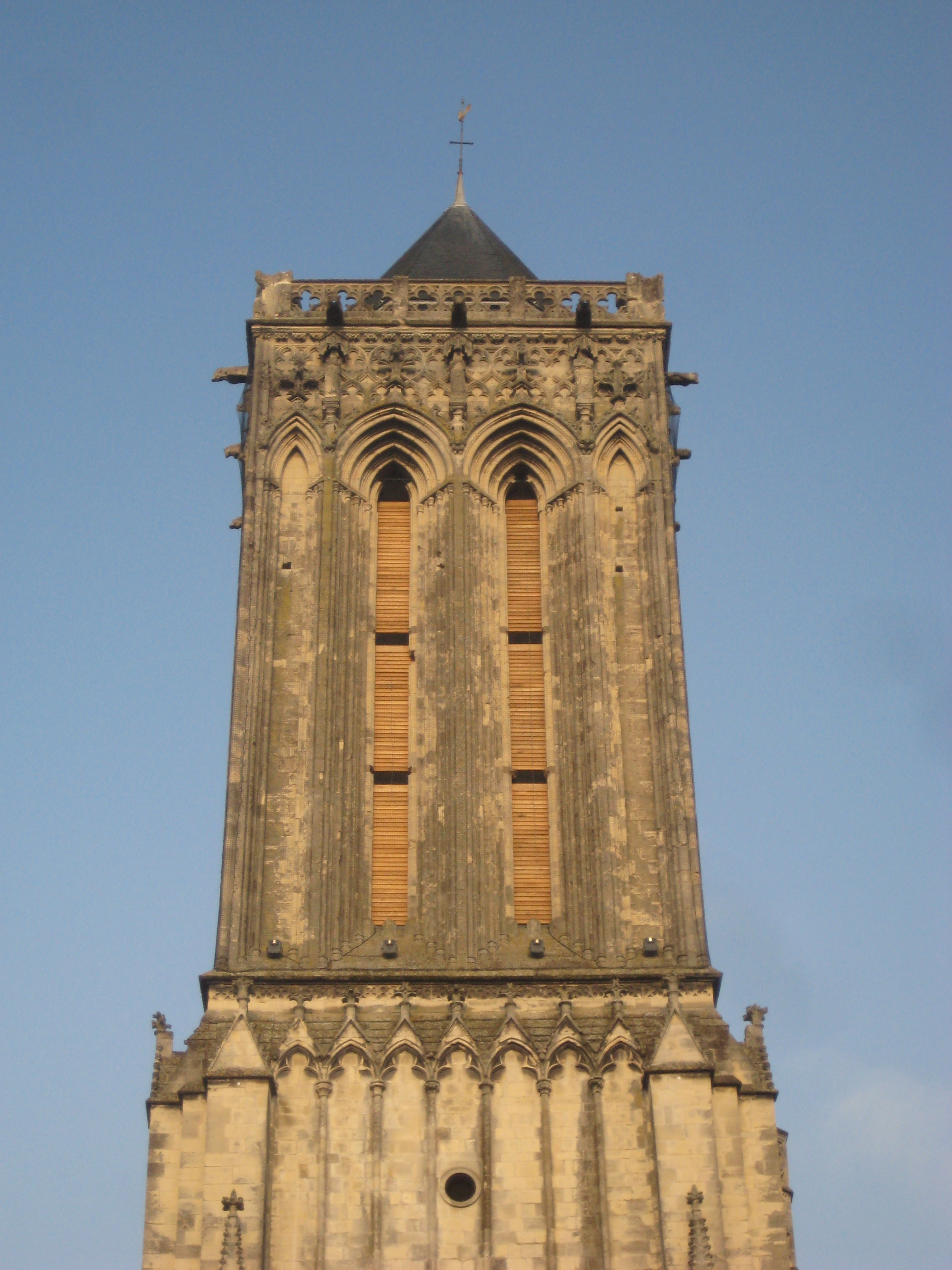
Haut du clocher
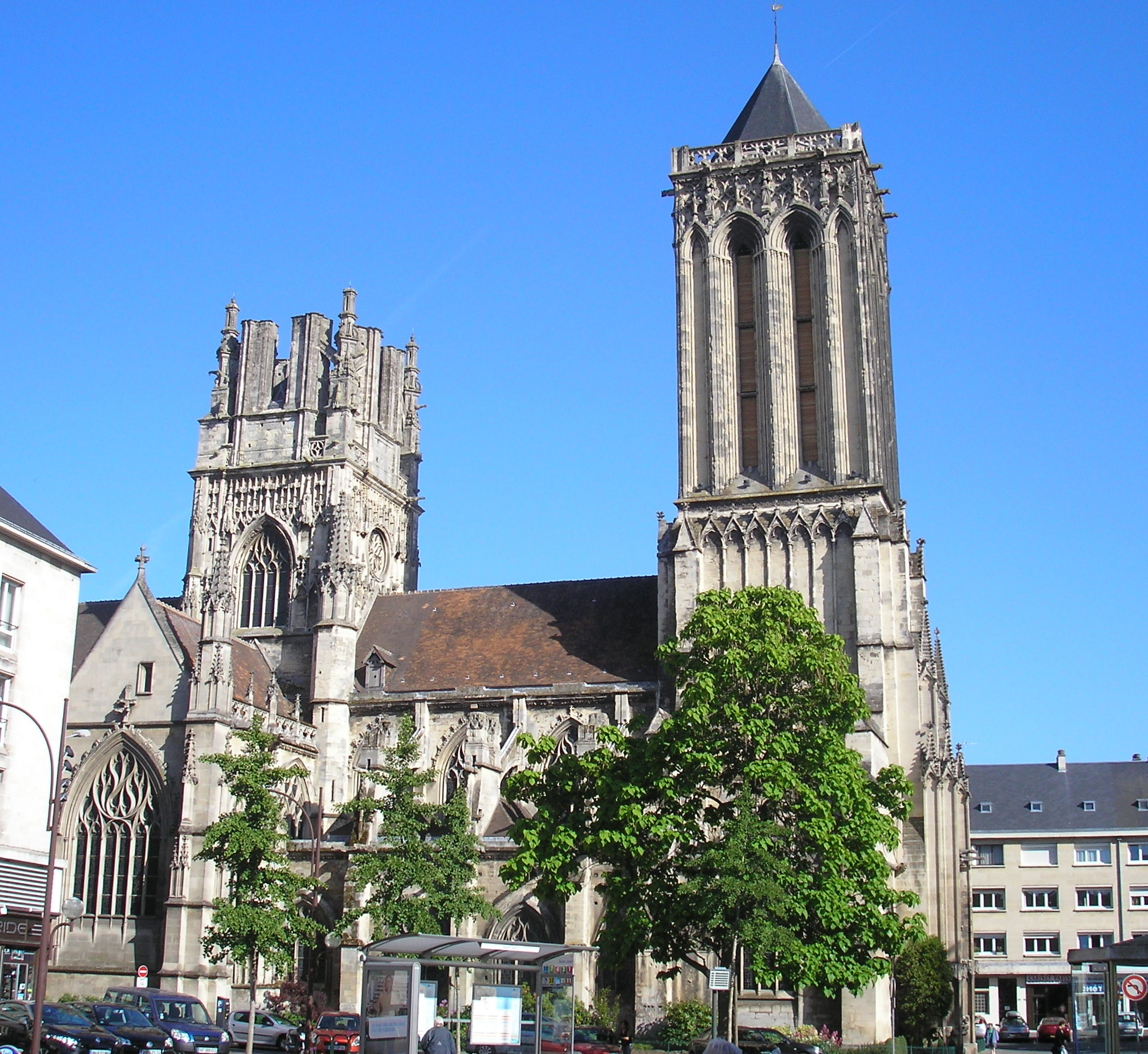
Clocher et tour-lanterne
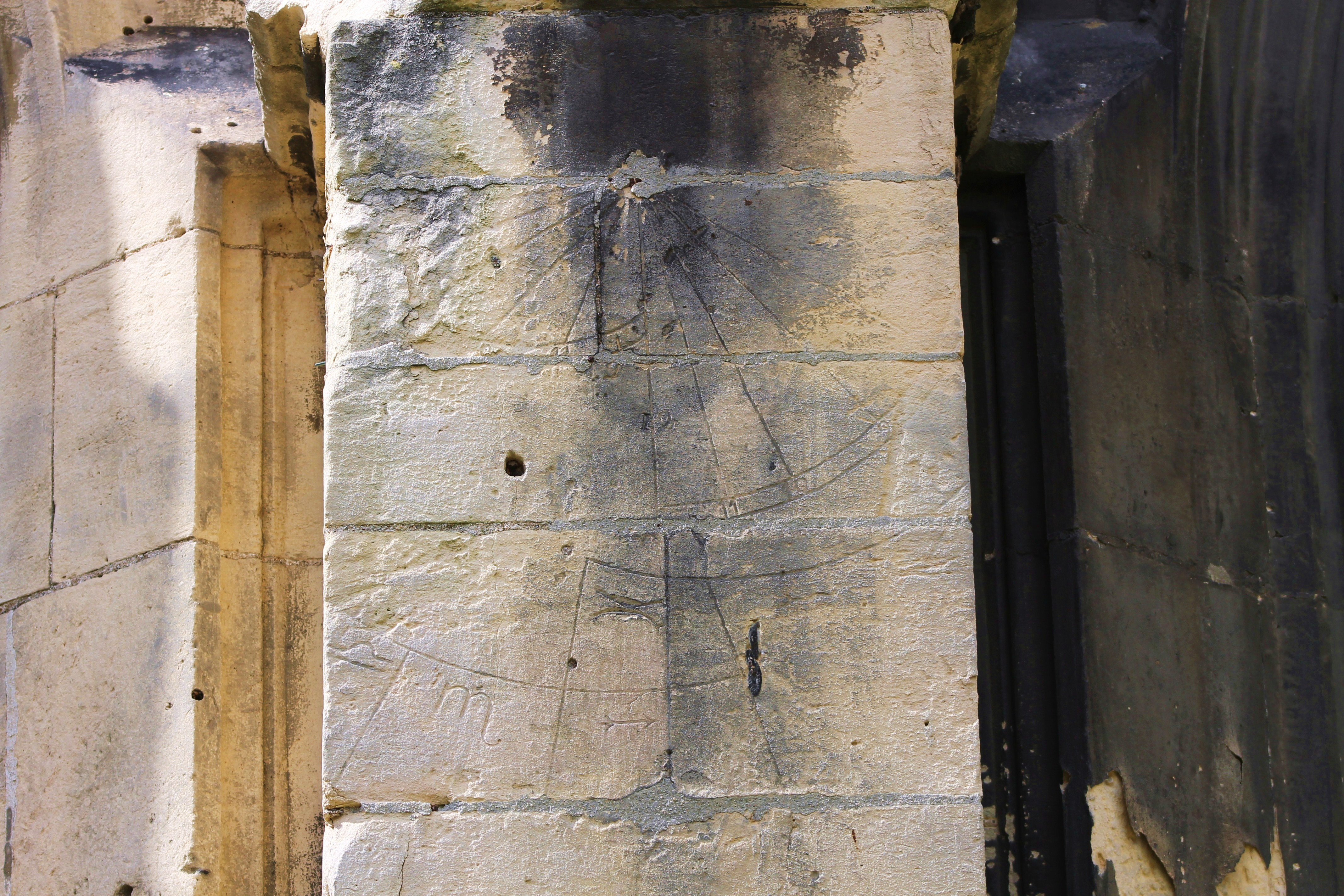
Vestiges d'un cadran solaire

### Intérieur
L'église fait 70 mètres de long pour 22 mètres de large au niveau de la nef et 32 de mètres de large entre les deux transepts. La superficie au sol de l'église est de 1 641 m2.
Le plan de l'église offre deux particularités :
- le chœur est plus long que la nef (quatre travées contre trois) ;
- le chevet est orienté vers le nord-est et non vers l'est.

Les travaux nécessaires à la consolidation de la tour-porche en 2013 ont permis d'étudier un ensemble exceptionnel de dalles funéraires gravées datant du XIIIe siècle et du XIVe siècle ensevelies dans le sous-sol de l'édifice, ainsi que de nombreux ossements,.

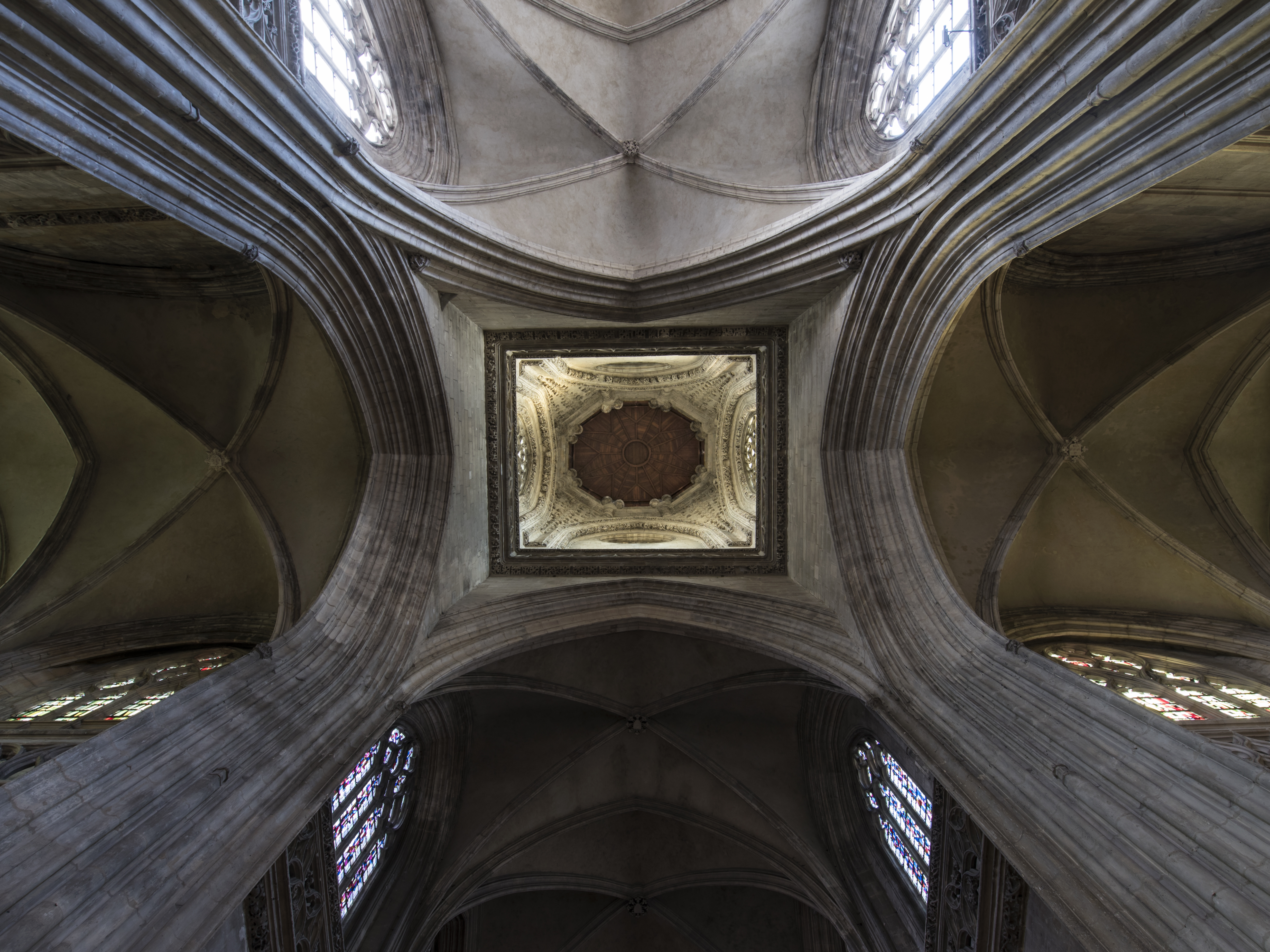
Intérieur de la tour-clocher
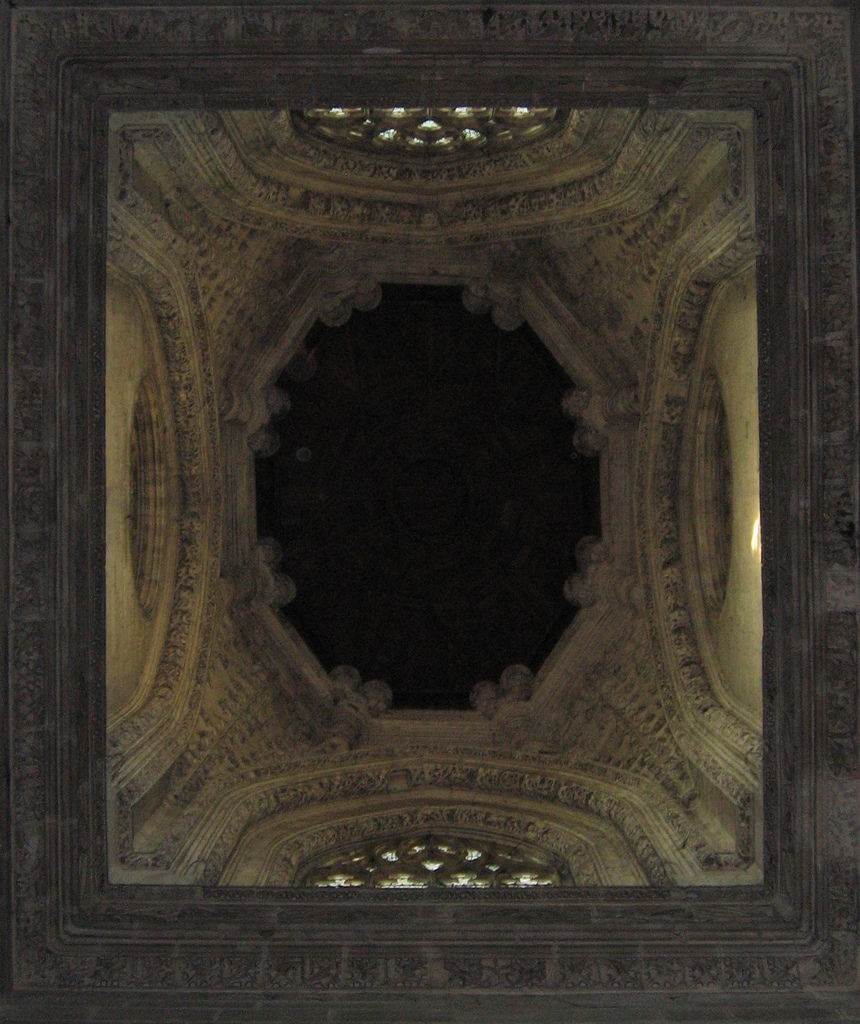
Intérieur de la tour-lanterne
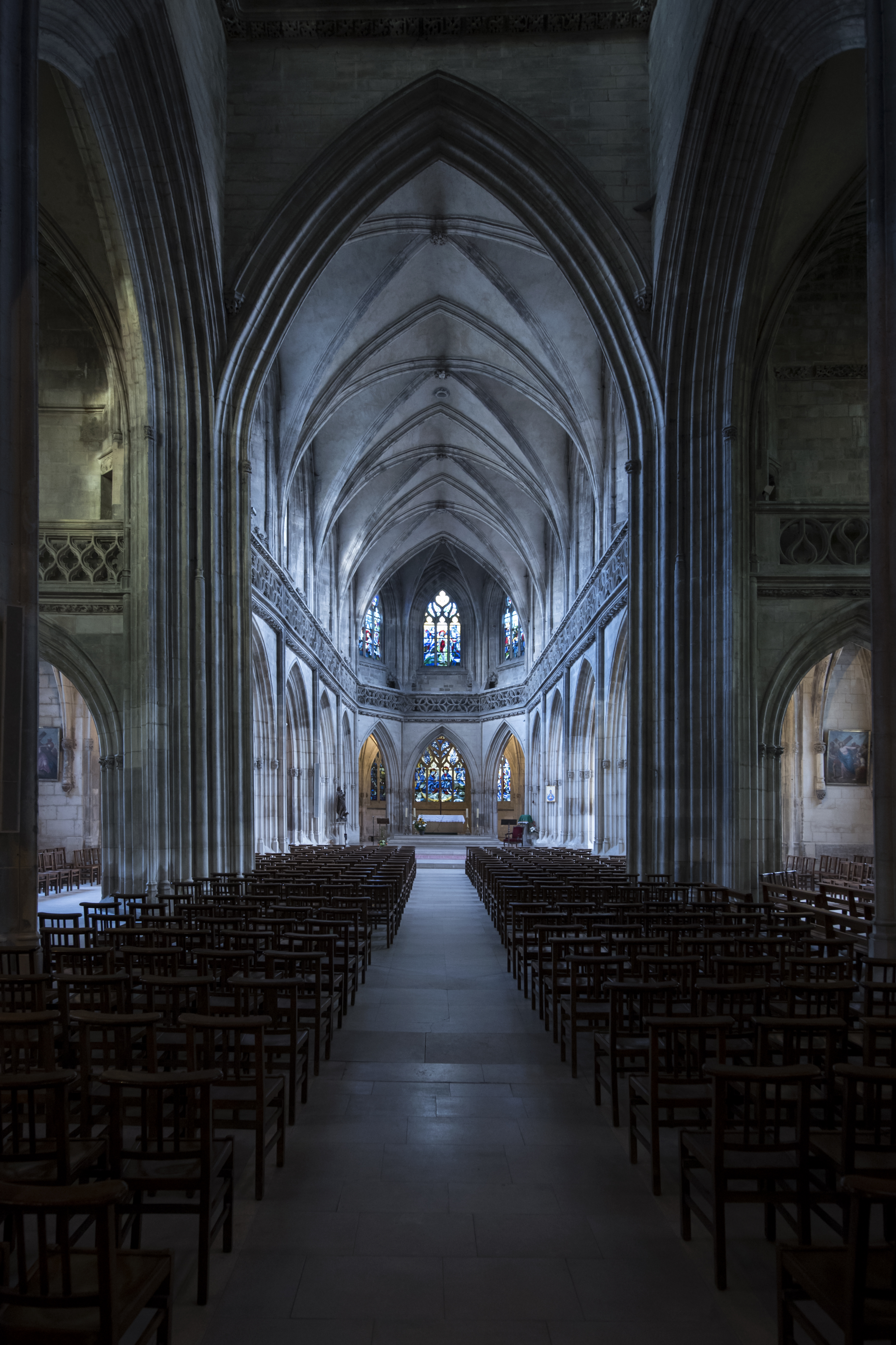
Nef
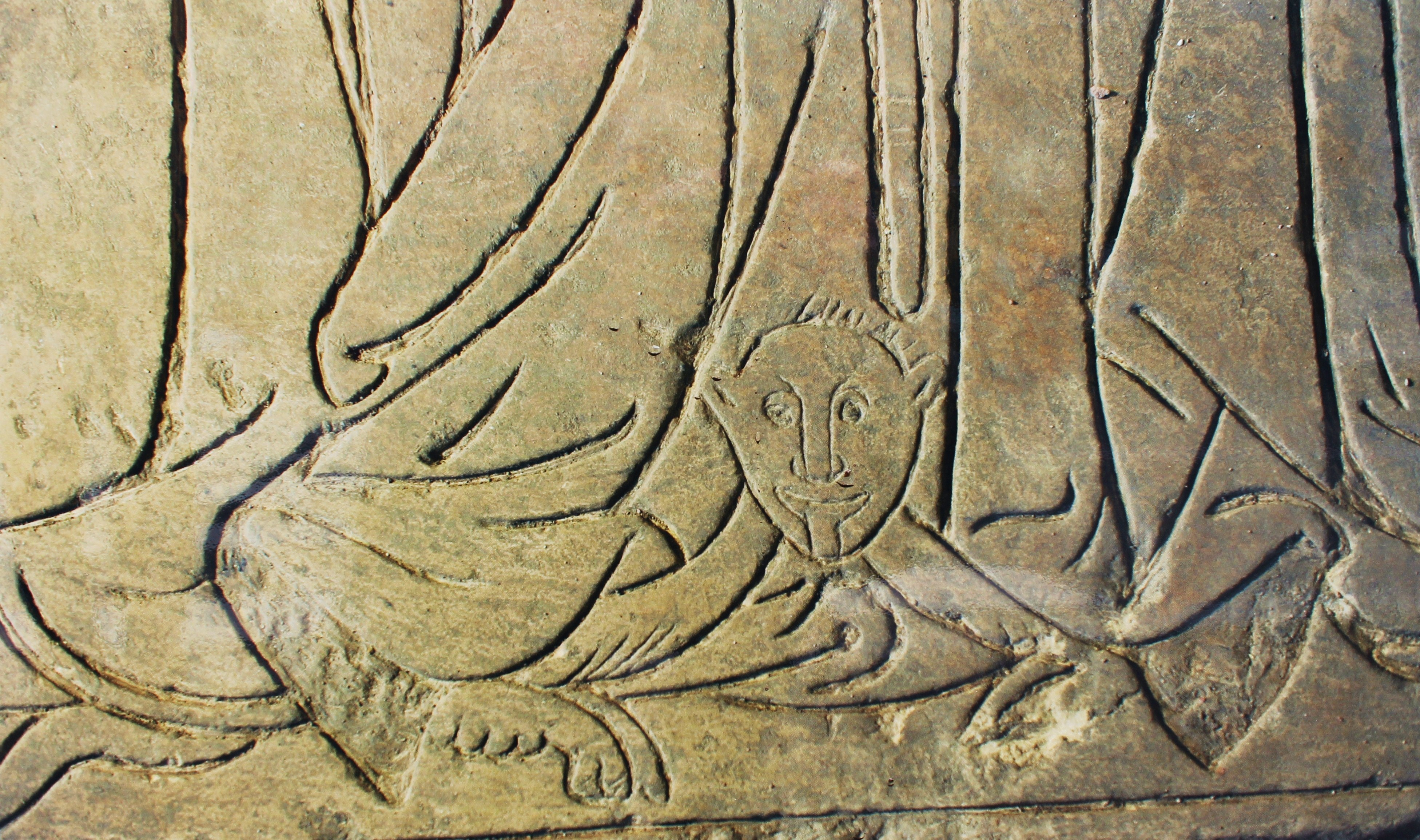
Pierre tombale retrouvée en 2013

### Le mobilier

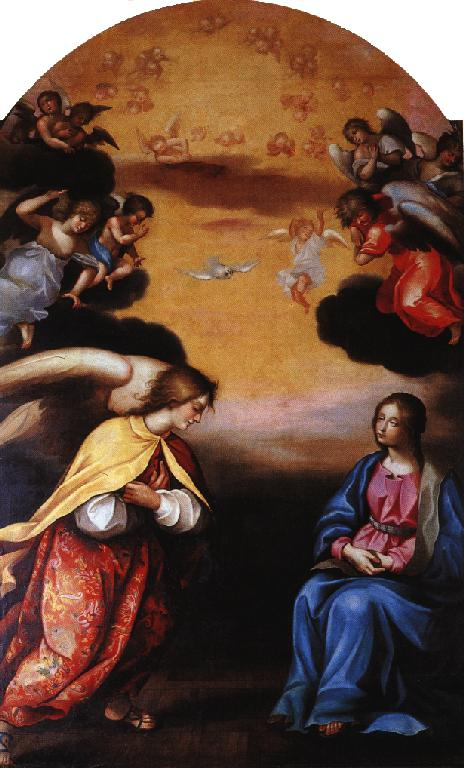
Annonciation du retable des Carmes.

Des statues, du mobilier liturgique et des toiles ont été entreposés dans l'église.
En 1812, l'ancien maître-autel de l'abbaye d'Ardenne, réalisé au XVIIIe siècle, a été installé à Saint-Jean. Il a été détruit à la fin du XIXe siècle, mais deux statues en bois polychrome représentant saint Norbert et saint Augustin ont été conservées. Ces deux statues font l'objet d’un classement au titre des monuments historiques depuis le 21 décembre 1908.
D'autres statues ont été installées dans différentes parties de l'église :
- une statue de la Vierge du XVIIe siècle, également en bois peint, provenant de la porte Millet et baptisée Notre-Dame-de-Protection ;
- une statue de saint Jean-Baptiste en bois à l'origine polychrome ;
- une statue de Jean Soreth ;
- une statue baptisée le christ crucifié dans la souffrance de la cité, vestige calciné d'un christ en bois retrouvé dans les décombres de l'église après la bataille de Caen ;

Une crédence du XVIIIe siècle en bois taillé et doré fait l’objet d’un classement au titre des monuments historiques depuis le 18 février 1977
Après la Révolution, l'ancien maître-autel de Notre-Dame du Carme a été remonté dans le transept sud.
Cette œuvre du XVIIe siècle, endommagée en 1944, fait l'objet d’un classement au titre des monuments historiques depuis le 2 décembre 1975
Des statues sont posées de chaque côté de l'élévation du retable : à gauche, saint Joseph et à droite sainte Thérèse d'Ávila. Au centre, on trouve une statue de taille plus réduite représentant sainte Catherine. Le centre du retable est orné par une toile représentant l'Annonciation. Cette toile ne semble pas avoir été conçue pour ce retable. Alors que l'ensemble date de la fin du XVIIe siècle, il semble que le tableau soit antérieur à 1620.
D'autres tableaux ont été déposés dans l'église. L'Ecce Homo de Pieter Thys, restauré mars à juin 2000, fait l’objet d’un classement au titre des monuments historiques depuis le 7 février 2001.
L'Adoration des mages, d'après un original de Jean Restout, fait l’objet d’un classement au titre des monuments historiques depuis le 8 juillet 1980

### Les orgues
L’orgue Haepfer Hermann de l’église Saint-Jean de Caen a été installé en 1969. Son prédécesseur au superbe buffet classique construit en 1770 a été détruit pendant la Seconde Guerre mondiale. Le grand orgue actuel d’esthétique néoclassique se situe dans le transept Nord, la tribune n'ayant jamais été reconstruite. Il est à commande mécanique et peut donc servir la majorité du répertoire d’orgue de la musique ancienne aux musiques actuelles. Il dispose de trente-huit jeux dont la composition est :
| I Grand Orgue C– |     |
| Quintaton        | 16′ |
| Montre           | 8′  |
| Bourdon          | 8′  |
| Prestant         | 4′  |
| Doublette        | 2′  |
| Fourniture IV    |     |
| Cymbale III      |     |
| Trompette        | 8′  |
| Clairon          | 4′  |

| II Positif de dos C– |    |
| Bourdon              | 8′ |
| Prestant             | 4′ |
| Flûte à cheminée     | 4′ |
| Quarte de Nazard     | 2′ |
| Tierce               |    |
| Nazard               |    |
| Cymbale III          |    |
| Cromorne             | 8′ |

| III Récit C–    |     |
| Principal       | 8′  |
| Salicional      | 8′  |
| Voix céleste    | 8′  |
| Flûte à fuseaux | 8′  |
| Principal       | 4′  |
| Principal       | 2′  |
| Principal       | 1′  |
| Fourniture IV   |     |
| Sesquialtera    |     |
| Bombarde        | 16′ |
| Basson Hautbois | 8′  |
| Trompette       | 8′  |
| Clairon         | 4′  |

| Pédale C–     |     |
| Principal     | 16′ |
| Soubasse      | 16′ |
| Flûte         | 8′  |
| Prestant      | 4′  |
| Fourniture IV |     |
| Bombarde      | 16′ |
| Trompette     | 8′  |
| Clairon       | 4′  |

L’église dispose également d’un orgue de chœur Cavaillé-Coll d’une quinzaine de jeux toujours en état de fonctionnement.